# Ђузепе Кавана
Ђузепе Кавана (Верчели, 18. септембар 1905. — Верчели, 3. новембар 1976)  био је италијански фудбалски голман .

## Клупска каријера
Рођен у Верчелију, Кавана је играо 1920-их и 1930-их за Про Верчели и Наполи. У Серији А је одиграо 151 меч. У сезони 1934–35 имао је најмање примљених голова по просеку утакмице (0,722) за Наполи, рекорд који је стајао све док га Дино Зоф није оборио током сезоне 1970–71.

## Репрезентација
Кавана је био резервни голман италијанске репрезентације која је 1934. освојила ФИФА-ин светски куп на домаћем терену.